# Staatsforst
Als Staatsforst oder Staatswald werden Wälder im staatlichen Eigentum bezeichnet.
Die historische Bezeichnung ist Forstärar, als Teil des Ärars, so die historische Bezeichnung für den Staatsbesitz.

## Deutschland
Staatswald ist in Deutschland nach § 3 Absatz 1 des Bundeswaldgesetzes (BWaldG) wie folgt definiert: Wald im Alleineigentum des Bundes, eines Landes oder einer Anstalt oder Stiftung des öffentlichen Rechts sowie Wald im Miteigentum eines Landes, soweit er nach landesrechtlichen Vorschriften als Staatswald angesehen wird: In Deutschland wird der Begriff Staatswald zumeist gleichbedeutend mit Landesforst verstanden, dem Wald im Eigentum eines Bundeslandes. Daneben zählt auch der Wald im Eigentum der Bundesrepublik Deutschland (verwaltet durch den Geschäftsbereich Bundesforst der Bundesanstalt für Immobilienaufgaben) zum Staatswald. Im Eigentum einer deutschen Gemeinde stehender Wald (Gemeindeforst) ist kein Staatsforst, sondern eine Form des Körperschaftswaldes.
Nach den Erhebungen der Dritten Bundeswaldinventur (2012) sind 3.309.537 Hektar bzw. 29,0 Prozent des Waldes in Deutschland Staatswald der Länder und 403.464 Hektar bzw. 3,5 Prozent Staatswald des Bundes (Bundeswald). In Deutschland gibt es 16 staatliche Forstbetriebe: 15 Forstbetriebe der Länder (außer Bremen) und der Bundesforst. Der größte Waldbesitzer in Deutschland ist der Freistaat Bayern mit rund 778.000 Hektar, die im Wesentlichen von den Bayerischen Staatsforsten (BaySF) bewirtschaftet werden.

### Entwicklung in Deutschland

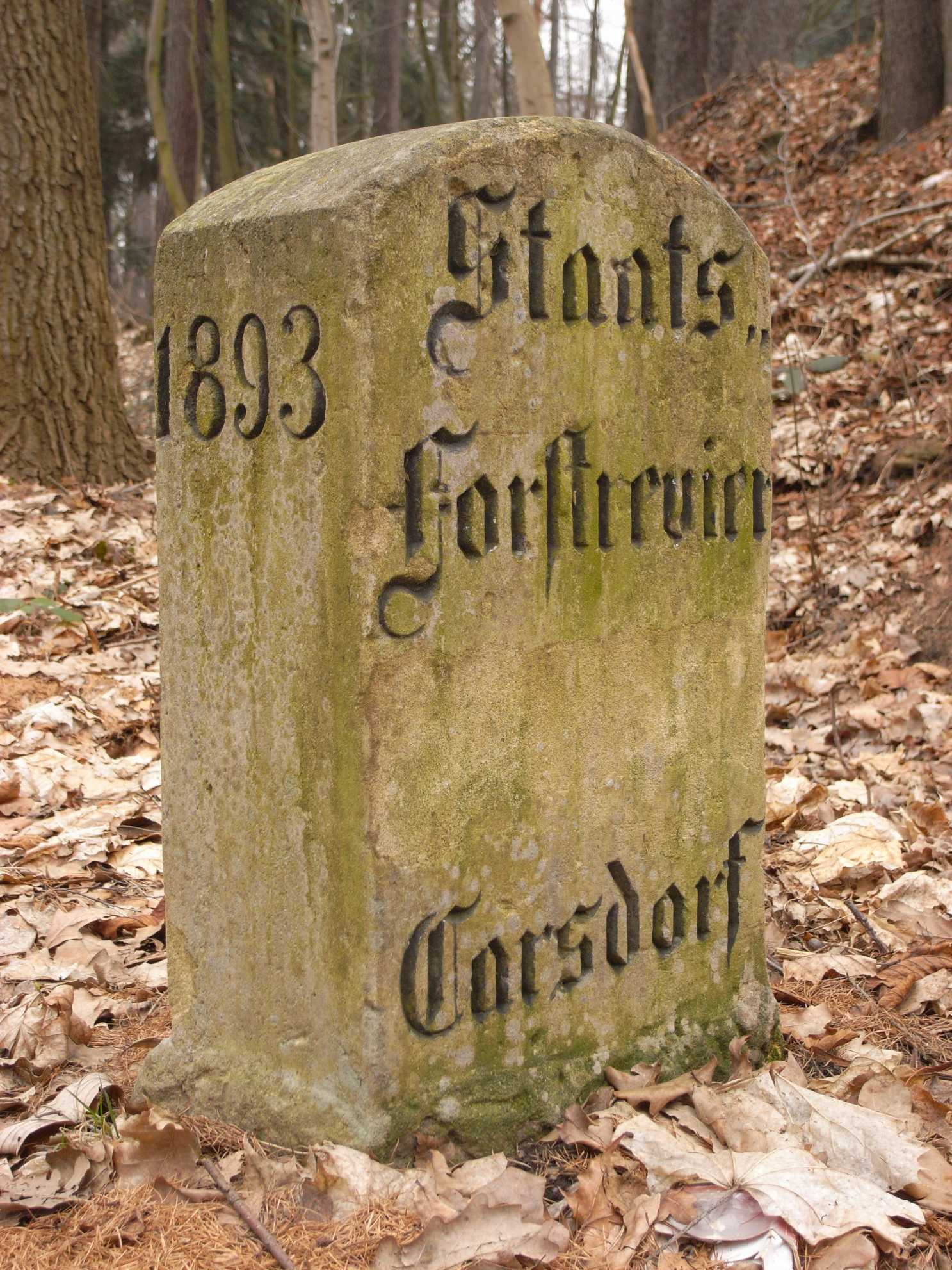
Historischer Grenzstein eines ehemaligen sächsischen Staatsforstreviers

#### Das Frankenreich
Die erste Staatsgründung, die das Gebiet der heutigen Bundesrepublik Deutschland erreichte, war das Frankenreich. Regenten waren die Könige der Merowinger (482–714) und Karolinger (714–843). Der König war Großgrundbesitzer und Eigentümer der natürlichen Wälder (silvae) und der bewirtschafteten Wälder (forestes). Es sind vierzehn königliche Wildbanndistrikte und acht karolingische Königsgüter und Waldungen bekannt. Der König nahm auch ein Aneignungsrecht für herrenlose Wälder in Anspruch; er konnte Wälder in das Reichsgut einforsten und durch Königshöfe bewirtschaften lassen.
Das Frankenreich wurde 843 im Vertrag von Verdun geteilt in das Westfrankenreich unter König Karl II., in Lotharingien unter Kaiser Lothar I., und in das Ostfrankenreich, zwischen Rhein und Saale/Elbe, unter König Ludwig II.
Ihren Großgrundbesitz, und damit auch die Waldungen, übertrugen die Könige oft auf geistliche und weltliche Grundeigentümer, meist im Fürstenrang. Neben den 92 geistlichen und 22 weltlichen Fürsten erwarben auch niederrangigere weltliche Grundherren, Domkapitel, Chorherrenstifte, und die ab 752 gegründeten Städte Wälder.
Von den karolingischen Wildbanndistrikten gingen der Hochwald im Bereich Saar/Mosel/Nahe zwischen 802 und 895 an den Erzbischof von Trier, die Wildbanndistrikte Aachen 1342 teilweise an die Territorialherren von Jülich und Montjoie, der Lorscher Wildbann an das Bistum Worms und 1002 an das Kloster Lorsch. Der Zanderhart ging 1013 an das Hochstift und das Kloster Fulda; der Steigerwald 1023 an das Hochstift Würzburg. Auch die karolingischen Königshöfe gingen mit ihren Waldungen an geistliche Grundherren. Der Kondelwald zwischen Saar und Mosel ging 752 an das Kloster Echternach. Der 882 erworbene Königshof Kreuznach und der 974 erworbene Königshof Ingelheim gingen 1065 an das Hochstift Speyer und 1025 an den Grafen von Sponheim.

#### Fürsten werden Landesherren
König Heinrich und Kaiser Friedrich II. erkannten 1231 und 1232 im Statutum in favorem principum an, dass die geistlichen und weltlichen Fürsten Landesherren, domini terrae, sind. Heinrich und Friedrich verzichteten auf Hoheitsrechte, wie auf ihrem Gebiet Festungen zu bauen, Richter zu ernennen, Münzen zu prägen und Handel und Verkehrswesen zu regeln. Die königlichen Rechte, darunter auch das Waldeigentum, gingen auf die geistlichen und weltlichen Fürsten über.

#### Stadtwälder
Im 13., 14. und 15. Jahrhundert floss in den Städten das Geld zusammen. Landesherren und andere Grundherren empfingen Darlehen von den Städten und verpfändeten neben ihren Fronhöfen und Bergwerken auch ihre Wälder. So kaufte die Stadt Görlitz zwischen 1463 und 1492 die Waldungen der in Vermögensverfall geratenen Familie von Penzig. Zwischen 1376 und 1427 erwarb die reichsfreie Stadt Nürnberg den Reichswald als Reichslehen. Die Städte wollten damit die Versorgung ihrer Bürger mit Bau- und Brennholz erleichtern. Der Kommunalwaldanteil liegt heute bei 20 Prozent.

#### Säkularisation
Die Reformation ermöglichte die schon vorher für notwendig angesehene Einziehung des Kirchenguts. 1525 wandelte Herzog Albrecht von Brandenburg das Deutschordensland in das weltliche Herzogtum Preußen um. Die Markgrafen von Brandenburg hoben die Bistümer Brandenburg, Havelberg und Lebus auf, ebenso die Klöster Chorin, Himmelpfort und Lehnin.
In Württemberg wurden große Klöster eingezogen, wie Hirsau, Maulbronn, Lorch und Murrhardt; der Landesherr war der größte Grundeigentümer in seinem Staat.
Im albertinischen Sachsen wurde das Bistum Meißen eingezogen, ebenso die Klöster Altenzella und Meißen. Herzog Moritz nahm 1546 das Kirchenvermögen endgültig in das sein landesherrliches Eigentum. 1555 billigte der Augsburger Reichstag die vor 1552 erfolgte Säkularisierung von Kirchenbesitz, und damit auch die sächsische. Kurfürst August von Sachsen (1553–1563) erteilte 1557 dem Leipziger Mathematiker Humelius den Auftrag zur Vermessung der kurfürstlichen Waldungen. 1567 erhielt Georg Oeder den Auftrag, die Wälder und Jagden in den Ämtern Weißenfels und Freyburg, und den Stiften Naumburg, Zeitz und Merseburg aufzunehmen.
Im 16. Jahrhundert blühten die Kupfer-, Silber-, Blei- und Eisenhütten auf. Ihre Grundlage waren Bergbau und Waldwirtschaft. Die vielen konkurrierenden Bedürfnisse nach Holz, von Bauholz über Holzkohle bis zum Hausbrand, führten im 16. und 17. Jahrhundert zu einer Vielzahl von Forst- und Waldordnungen, die einem Ausgleich der Interessen, und auch dem fiskalischen Interesse der Landesherrschaften dienen sollten.

#### Verdichtung der Landesherrschaft zum Staat
Der Dreißigjährige Krieg brachte die Rechte der Landesherren nicht zu Fall; während des Krieges verlorengegangene Rechte wurden im Frieden von Münster und Osnabrück vom 24. Oktober 1648 wiederhergestellt. Wegen des gestiegenen Geldbedarfs und der damit einhergehenden Vermehrung des Verwaltungspersonals verdichteten sich im 17. und 18. Jahrhundert die Landesherrschaften zu Staaten. Es stellte sich die Frage, ob der zunehmend steuerfinanzierte Landesherr über seinen Grundbesitz noch wie ein Privatmann verfügen durfte. Die Frage gewann auch an Bedeutung, weil die landesherrlichen Forste in der zweiten Hälfte des 18. Jahrhunderts so ausgedehnt waren, wie noch nie bisher.
Preußen vereinnahmte unter Kurfürst Friedrich Wilhelm von Brandenburg (1640–1688) die Erträge aus sämtlichen Domänen durch die staatliche Verwaltung. Durch Edikt vom 13. August 1713 hob König Friedrich Wilhelm I. von Preußen den rechtlichen Unterschied zwischen Domänen und Privatgütern auf und erklärte beide für unveräußerliche Domanialgüter. Eine Legaldefinition wurde in das Allgemeine Landrecht für die Preußischen Staaten von 1794 übernommen: Einzelne Grundstücke, deren besonderes Eigentum dem Staate zukommt, werden Domainen- oder Cammergüter genannt.

#### Neuordnung Europas
Napoleon ordnete Deutschland neu: Baden, Württemberg, Bayern, Hannover, Sachsen und Preußen wurden zu arrondierten Mittelstaaten. Die Mittelstaaten außer Sachsen wurden um zahlreiche kleinere Territorien vergrößert. Das Grundeigentum der ehemaligen Landesherren ging nicht auf die neuen Mittelstaaten über, sondern blieb als Patrimonial- oder Privateigentum bei den ehemaligen Landesherren. So entstand der private Adelswald. Unter dem Vorwand der Entschädigung für ihre Verluste auf der linken Rheinseite konnten die verbliebenen Landesherren aufgrund des Reichsdeputationshauptschlusses vom 25. Februar 1803 schon lange ersehntes Kirchen- und Klostergut einziehen.
In Bayern wurden die Domänen durch die Verfassung von 1818 als Staatsgut anerkannt; in Württemberg durch die Verfassung von 1819. Preußen übertrug die Regelung des Allgemeinen Landrechts für die Preußischen Staaten auch auf hinzugekommene Güter. Baden erklärte in der Verfassung von 1818 die Domänen zum Patrimonialbesitz des Großherzogs, der nur mit Einwilligung der Stände veräußert werden durfte. Sachsen erkannte die Domänen in der Verfassung vom 4. September 1831 als Staatsgut an. Hannover folgte 1848.
1776 machte der Begründer der Nationalökonomie, Adam Smith, darauf aufmerksam, dass in vielen Staatswaldungen kein einziger Baum mehr zu finden sei, und es besser sei, den Staatswald an tatkräftige Privatleute zu verkaufen und damit die Staatsschulden zu verringern. Aufgrund der Finanznot nach den napoleonischen Kriegen wurde in Preußen angeordnet, die Forste zu veräußern. Allerdings blieben die größeren Staatsforste verschont, und nach 1820 verbesserten sich die Staatseinnahmen so, dass die Veräußerungsabsicht nicht mehr weiterverfolgt wurde. In Württemberg wurde nicht privatisiert. In Bayern wurde ab 1794 die Veräußerung der Staatsforsten Regierungspolitik. Bayern konnte jedoch die aufgrund des Reichsdeputationshauptschlusses von 1803 eingezogenen Kirchengüter verkaufen, so dass die Veräußerungspläne aufgegeben wurden.
Danach vermehrten sich die Staatswaldflächen insgesamt wieder: In Preußen vermehrten sich die Staatsforste zwischen 1820 und 1865; in Bayern blieben sie zwischen 1844 und 1859 fast konstant. In Württemberg vermehrten sie sich zwischen 1804 und 1855 leicht. In Baden vermehrten sich die Staatsforste zwischen 1837 und 1870, ebenso in Sachsen zwischen 1807 und 1859.
Auf dem Wiener Kongress 1815 ordneten die Großmächte nach den Napoleonischen Kriegen, die staatlichen Verhältnisse in Europa zum zweiten Mal in kurzer Zeit neu. Für Deutschland wurde der Deutsche Bund der souverainen Fürsten und freien Städte Deutschlands vereinbart. Der Deutsche Bund griff nicht in die Vermögensrechte der Mitgliedstaaten ein. Die Paulskirchenverfassung vom 28. März 1849, die nicht in Kraft trat, weil Preußen sie ablehnte, sah ebenfalls keinen Eingriff in die Vermögensrechte der Einzelstaaten vor.

#### Der Staatsforst im Nationalstaat
Nach der Auflösung des Deutschen Bundes am 28. Juli 1866 wurde am 17. April 1867 der Norddeutsche Bund für die deutschen Staaten nördlich der Mainlinie gegründet. Die Verfassung dieses ersten deutschen Nationalstaates verminderte nur die Hoheitsrechte, nicht die Vermögensrechte der Länder. 1870 traten die süddeutschen Staaten dem Norddeutschen Bund bei, der wenig später die Bezeichnung Deutsches Reich erhielt. Auch als Gliedstaaten des neuen Bundesstaates behielten die Länder ihre Vermögensrechte, darunter auch das Waldeigentum. Nach dem Zusammenbruch der Monarchie 1918 trat am 14. August 1919 die Weimarer Reichsverfassung in Kraft. Die Weimarer Reichsverfassung griff lediglich in das Postvermögen
und das Eisenbahnvermögen ein, und ließ die sonstigen Ländervermögen unberührt. Im Nationalsozialismus zog das Reich die Hoheitsrechte der Länder an sich; die Landesregierungen wurden der Reichsregierung unterstellt. Die Länder blieben als Reichsmittelbehörden mit vermögensrechtlicher Sonderstellung bestehen und behielten ihre Vermögensrechte.

#### Der Staatsforst in zwei deutschen Staaten

##### Westzonen und Westdeutschland
Durch die bedingungslose Kapitulation 1945 gingen weder das Reich noch die Länder unter, da das Reich nicht annektiert wurde. Unter der Besatzungshoheit wurden einige Länder fortgeführt, so Bayern, Thüringen, Sachsen. Baden und Württemberg wurden gleichzeitig geteilt und fusioniert in Württemberg-Baden und Württemberg-Hohenzollern, und später fusioniert zu Baden-Württemberg. Aus Preußen herausgelöst wurden Nordrhein-Westfalen, Niedersachsen, Schleswig-Holstein, Brandenburg und Sachsen-Anhalt. Das Waldeigentum ging auf die neugebildeten Länder über. In der Zeit nach dem Zweiten Weltkrieg wurden die Wälder der deutschen Bundesländer überwiegend durch Landesverwaltungen bewirtschaftet, die neben Verwaltung, Pflege und Nutzung der Landeswaldungen auch hoheitliche Aufgaben zu erfüllen hatten und für die Beratung und Förderung im Privat- und Körperschaftswald zuständig waren (nur Bundesländer mit Einheitsforstverwaltungen). In Bundesländern ohne Einheitsforstverwaltungen erfolgte die Beratung, Betreuung und Förderung seit je ohne Beteiligung der sich heute in Auflösung befindlichen Staatsforstverwaltungen.

##### SBZ und DDR: Von der Beschlagnahme zum Volkswald
Die sowjetische Militäradministration beschlagnahmte am 30. Oktober 1945 in ihrer Besatzungszone das gesamte Eigentum des deutschen Staates. Die beschlagnahmten Vermögenswerte, darunter auch den Forst, stellte die sowjetische Militäradministration am 29. März 1946 den Selbstverwaltungen der fünf Länder in der sowjetischen Besatzungszone zur Verfügung. Am 7. April 1948 wurde für bedeutsame Wirtschaftsgüter erstmals das Volkseigentum eingeführt. Volkseigentum konnte weder veräußert noch belastet werden. Die Deutsche Wirtschaftskommission, eine Zentralverwaltung für die fünf Länder in der sowjetischen Besatzungszone, bestimmte am 15. Juni 1949, dass die Betriebe der Forstwirtschaft im Eigentum des Volkes stehen sollten. Ehemaliges Staatseigentum, also auch die ehemaligen Landesforste, wurden wie Volkseigentum verwaltet, aber noch nicht in Volkseigentum überführt. Auf den 1. Januar 1952 wurden 94 staatliche Forstwirtschaftsbetriebe gegründet und in fünf Vereinigungen Volkseigener Betriebe Forstwirtschaft zusammengefasst. Sie wurden Rechtsträger aller schon im Volkseigentum befindlichen und forstwirtschaftlich genutzten Vermögenswerte. Die Landesforste wurden aber auch dadurch noch nicht zu Volkseigentum. Am 23. Juli 1952 wurden in den Ländern Bezirke eingeführt, die zur Entmachtung der Länder führen sollten. Die Länder führten noch bis zu ihrer endgültigen Aufhebung 1968 ein Schattendasein und hatten keine Zuständigkeiten mehr für den Forst. Erst im Oktober 1957 wurden Staatsforste volkseigen. Der Minister für Land- und Forstwirtschaft erließ die Anweisung, dass alle forstwirtschaftlich genutzten Vermögenswerte des Deutschen Reichs, des Staates Preußen und der sonstigen aus der Zeit vor dem 8. Mai 1945 herrührenden Gebietskörperschaften in die Rechtsträgerschaft der Staatsforstbetriebe übergehen sollten.

##### Vom Volkswald zum Länderwald
Nach der politischen Wende 1989 wurden mit dem Ländereinführungsgesetz vom 22. Juli 1990 fünf neue Länder im Wege der Zusammenlegung der Bezirksterritorien vorgesehen. Ebenfalls am 22. Juli 1990 legte die Volkskammer der DDR mit dem Güterübertragungsgesetz fest, dass die staatlichen Forstwirtschaftsbetriebe samt den volkseigenen Grundstücken und sonstigen Vermögenswerten den Ländern als Eigentum zu übertragen sind. Den Ländern sollte auch das volkseigene Vermögen des Amtes für Forsteinrichtung Potsdam und der Forsteinrichtungsämter Dresden, Weimar und Schwerin übertragen werden.
Das volkseigene Forstvermögen wurde mit Rechtsverordnung vom 29. August 1990 der am 17. Juni 1990 gegründeten Treuhandanstalt zur zeitweiligen treuhänderischen Verwaltung übergeben. Sie hatte die erforderlichen Voraussetzungen für die Reorganisation der volkseigenen Vermögenswerte im Bereich der Forstwirtschaft sicherzustellen. Was nicht in das Eigentum der Länder und Kommunen zu übertragen war, hatte die Treuhandgesellschaft zu privatisieren.

##### Restitution des Staatsforsts in Sachsen
Der Regierungsbevollmächtigte des Bezirks Dresden beauftragte am 21. September 1990 eine aus eigener Initiative zusammengetretene Arbeitsgruppe Forstwirtschaft der drei sächsischen Bezirke damit, die Grundstücke und Objekte aufzulisten, die in das Eigentum des künftigen Landes Sachsen übergehen sollten. Am 3. Oktober 1990 entstanden die neuen Länder und wurden gleichzeitig Gliedstaaten der Bundesrepublik Deutschland. Die Treuhandanstalt beauftragte am 26. Februar 1991 ihre Unternehmensgruppe Land- und Forstwirtschaft damit, die am 3. Oktober 1990 bestehenden Waldflächen zu inventarisieren und die am 8. Mai 1945 bestehenden Eigentumsverhältnisse festzustellen. Bis Ende Juni 1992 wurden für Sachsen 600.000 Grundstücke erfasst und die Eigentumsverhältnisse festgestellt. Der Freistaat Sachsen beantragte die Restitution von 184.259 ha Waldfläche. Über die Übertragung entschied nach dem Vermögenszuordnungsgesetz die Präsidentin der Treuhandanstalt durch Verwaltungsbescheid. Die Restitution der landeseigenen Flächen war im Wesentlichen 1995 abgeschlossen.

#### Gegenwärtige Entwicklung
Vor dem Hintergrund der angespannten Haushaltslage in Bund und Ländern wurden Anstrengungen zur Reorganisation der oft defizitären Landesforstverwaltungen unternommen. Heute werden die Staats- und Landesforste der deutschen Bundesländer nach landesspezifischen Rechtsvorschriften durch unterschiedlich organisierte staatliche Einrichtungen bewirtschaftet. Zu diesen Organisationsformen zählen die Anstalt öffentlichen Rechts oder Staats- bzw. Landesbetriebe des jeweiligen Bundeslandes. Ihnen ist gemein, dass hoheitliche und unternehmerisch-betriebswirtschaftliche Aufgabenbereiche unter eine Leitungsstruktur gestellt sein können.
Neben der ökonomischen Funktion spielen heute bei der Staatswaldbewirtschaftung ökologische und soziale Aspekte der Forstwirtschaft eine hervorgehobene Rolle, die von jeher auch von anderen Eigentumsformen berücksichtigt wurden. Die besondere Bedeutung dieser so genannten Wohlfahrtswirkungen der Waldwirtschaft findet ihren Niederschlag in den Waldgesetzen der Länder, die die besondere Berücksichtigung des allgemeinen Wohls als Vorgabe für die Staatswaldbewirtschaftung festschreiben. Diese Gemeinwohlorientierung schlägt sich im finanziellen Betriebsergebnis nieder. Vorsichtig geschätzt lag das Defizit staatlicher Forstverwaltungen vor den letzten Reformen bei 75 Euro pro Jahr und Hektar.

### Bundesforst
Der Wald im Eigentum der Bundesrepublik Deutschland wird, obgleich auch Staatsforst, zumeist als Bundesforst bezeichnet. Die Wälder im Eigentum des Bundes werden vom Geschäftsbereich Bundesforst der Bundesanstalt für Immobilienaufgaben betreut. Der Bundeswald befindet sich vor allem auf militärisch genutzten Flächen und entlang von Bundeswasserstraßen und Autobahnen. Bundeswald unterliegt deswegen meist einer besonderen Zweckbestimmung, an der sich die forstliche Betreuung auszurichten hat. So erfüllt beispielsweise Wald auf militärischen Liegenschaften einerseits wichtige Schutzfunktionen, um das zivile Umfeld vor den Belastungen des Übungsbetriebes zu schützen (Lärm-, Staubschutz). Andererseits hat er große Bedeutung für die übende Truppe im Rahmen des Ausbildungsszenarios („Bühnenbildfunktion“).

### Landesforste
- Baden-Württemberg: Der Landesbetrieb ForstBW bewirtschaftet 320.000 Hektar Staatswaldfläche.[57]
- Bayern: Die Bayerische Staatsforsten AöR (BaySF) bewirtschaftet 755.386 Hektar Wald und 53.020 Hektar sonstige Flächen (inklusive Saalforste).[58]
- Berlin: Die Berliner Forsten bewirtschaften 29.000 Hektar.[59]
- Brandenburg: Der Landesbetrieb Forst Brandenburg[60] bewirtschaftet 270.000 Hektar Landeswald.[61]
- Hamburg: Die hamburgischen Revierförstereien bewirtschaften 5.200 Hektar Wald.[62]
- Hessen: Der Landesbetrieb Hessen-Forst bewirtschaftet 342.000 Hektar Staatswald.[63]
- Mecklenburg-Vorpommern: Der Landesforst Mecklenburg-Vorpommern bewirtschaftet 193.000 Hektar Wald.[64]
- Niedersachsen: Die Niedersächsischen Landesforsten bewirtschaften rund 330.000 Hektar Landeswald.[65]
- Nordrhein-Westfalen: Der Landesbetrieb Wald und Holz Nordrhein-Westfalen bewirtschaftet 118.000 Hektar Staatswald.[66]
- Rheinland-Pfalz: Die Landesforsten Rheinland-Pfalz bewirtschaften 215.000 Hektar Staatswald.[67]
- Saarland: Der Landesbetrieb SaarForst bewirtschaftet 38.000 Hektar Staatswald.[68]
- Sachsen: Der Staatsbetrieb Sachsenforst[69] bewirtschaftet 205.351 Hektar Landeswald.[70]
- Sachsen-Anhalt: Der Landesforstbetrieb Sachsen-Anhalt bewirtschaftet 137.000 Hektar Landeswald.[71]
- Schleswig-Holstein: Die Schleswig-Holsteinischen Landesforsten bewirtschaften rund 50.000 Hektar Landeswald.[72]
- Thüringen: Die Landesforstanstalt ThüringenForst (AöR) bewirtschaftet rund 200.000 Hektar Staatswald.[73]

## Österreich
In Österreich gibt es nach den Katasterauswertungen von 2016 49.294 Hektar Landeswald, was einem Anteil von nur 1,3 Prozent der österreichischen Gesamtwaldfläche von 3.746.073 Hektar entspricht. 563.827 Hektar bzw. 15,1 Prozent werden von der Österreichischen Bundesforste AG (ÖBF) bewirtschaftet oder befinden sich im sonstigen öffentlichen Eigentum (Gemeindewald, Besitz von Tochterfirmen der Gebietskörperschaften).
Die österreichische Waldinventur (ÖWI) erfasst den Wald nach anderen Kriterien als das Kataster und weist für den Erhebungszeitraum 2007 bis 2009 eine Gesamtwaldfläche in Österreich von 3,991 Millionen Hektar aus. Rund 593.000 Hektar und 14,8 Prozent werden danach von der Österreichischen Bundesforste AG bewirtschaftet
(der hohe Anteil an Privatwald, einschließlich Kirchenwald, ist für Österreich charakteristisch).
Der Staatswald in Österreich geht auf das k.k. Forstärar zurück, unter Einschluss des Privatwalds der enteigneten Habsburger.

## Frankreich
In Frankreich besteht der Forêt domaniale.

## Polen
Die Wälder Polens umfassen 9.163.800 Hektar und bedecken damit 29,3 Prozent der Landesfläche. Über 80 Prozent der Waldfläche befindet sich im Staatseigentum. 7.279.654 Hektar bzw. 77,3 Prozent der polnischen Waldfläche werden von den Polnischen Staatsforsten (Lasy Państwowe) verwaltet.

## Schweiz

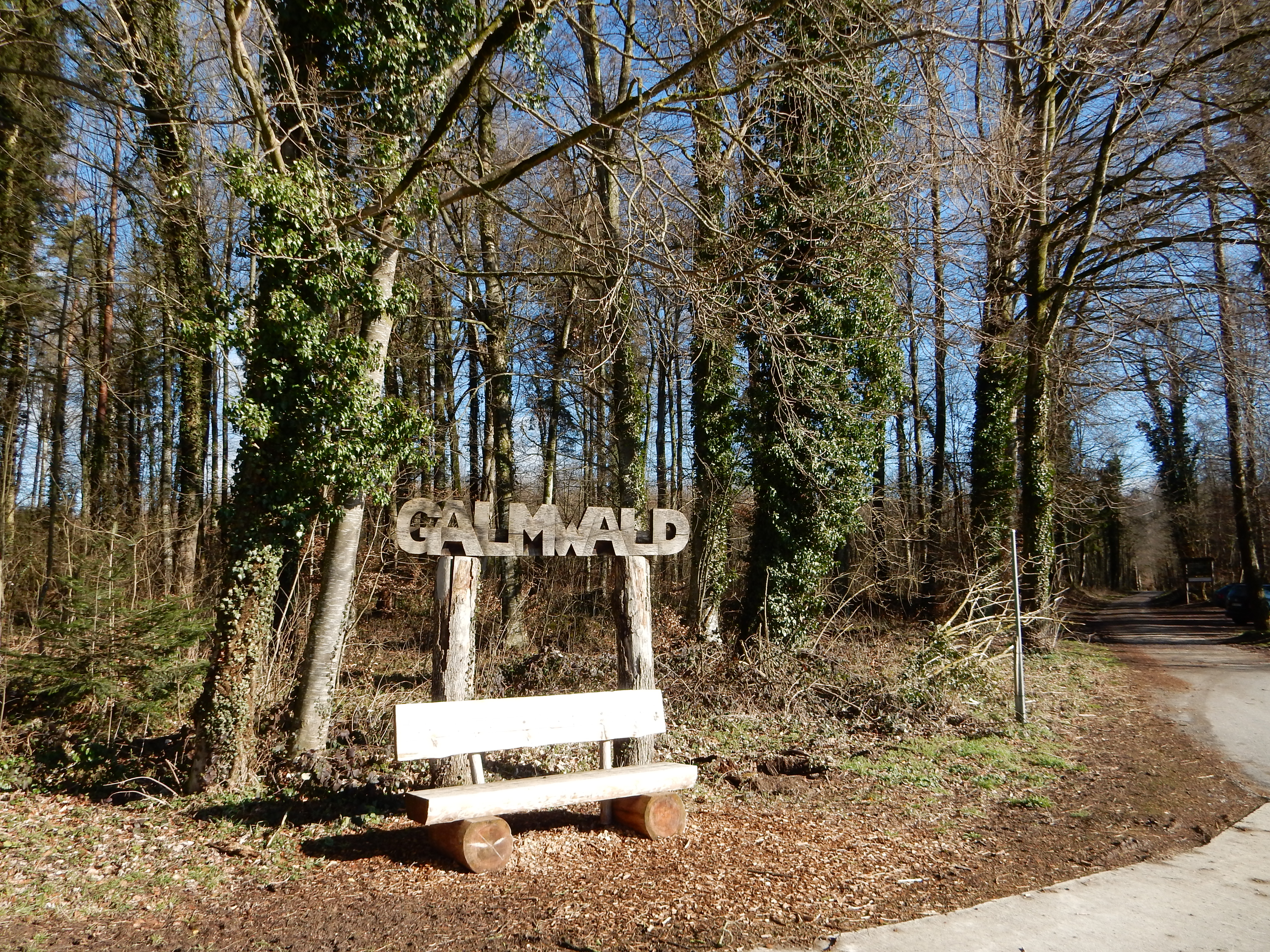
Der Staatswald Galm als Schweizer Beispiel

In der Schweiz wird nicht strikt zwischen Körperschaftswald und Staatswald unterschieden, sondern allgemein von Wald der öffentlichen Hand gesprochen. Die rund 3.300 öffentlich-rechtlichen Waldbesitzer bewirtschaften mit 884.302 Hektar Wald 70 Prozent der gesamten Waldfläche der Schweiz. Die größte Waldfläche entfällt dabei auf Eigentumsarten, die im Wesentlichen dem deutschen Körperschaftswald entsprechen: 351.039 Hektar Wald der politischen Gemeinden, 278.312 Hektar Wald der Bürgergemeinden sowie 101.975 Hektar der Kooperationen und Genossenschaften. Mit 50.713 Hektar Wald der Kantone und 8.759 Hektar Wald des Bundes nehmen die eigentlichen Staatswaldflächen nur rund 5 Prozent der Schweizer Waldfläche ein. Dazu kommen noch 93.495 Hektar übrige, gemischte, öffentliche Waldflächen.

## USA
In den Vereinigten Staaten von Amerika gibt es 155 National Forests, die vom United States Forest Service verwaltet werden und insgesamt rund 769.000 km² Land umfassen. Darüber hinaus verfügen die meisten Bundesstaaten, wie zum Beispiel Connecticut oder Michigan, über eigene State Forests, die zusammen mit den State Parks verwaltet werden und je nach ursprünglicher Bestimmung zur Holzgewinnung, zu Forschungs- und Schulungszwecken und dem Umweltschutz dienen.